# Emperador He de Han

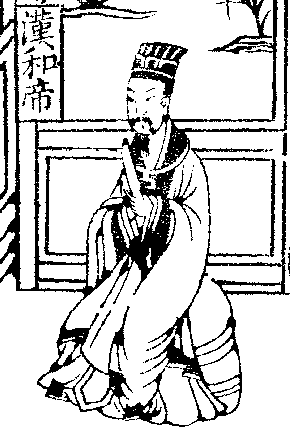
Emperador He de Han

El emperador He de Han (chino: 漢和帝, py. hàn hé dì, wg. Han Ho-ti) (79 – 13 de febrero de 105) fue un emperador de la dinastía Han china que gobernó de 88 a 105. Fue el cuarto emperador de la dinastía Han Oriental.

## Nombres de era
- Yongyuan (永元 py. yŏng yúan) — 89–105
- Yuanxing (元興 py. yúan xīng) — 105

## Información personal
- Padre
  - Emperador Zhang de Han (cuarto hijo de)
- Madre biológica
  - Consorte Liang
- Madre adoptiva
  - Emperatriz Dou
- Esposas
  - Emperatriz Yin (creado en 96, fallecida probablemente en 102)
  - Emperatriz Deng Sui (creado en 102, fallecida en 121)
- Hijos
  - Liu Sheng (劉勝), príncipe Huai de Pingyuan (creado en 106, d. 114)
  - Liu Long (劉隆), príncipe de la Corona (nacido en 105, creado en 106 tras la muerte del emperador He), luego emperador Shang de Han
  - Liu Bao (劉保), princesa Xiuwu (creado en 106) (no debe ser confundido con el emperador Shun, de igual nombre)
  - Liu Cheng (劉成), princesa Gongyi (creado en 106)
  - Liu Li (劉利), princesa Linying (creado en 106)
  - Liu Xing (劉興), princesa Wenxi (creado en 106)

| Predecesor: Emperador Zhang de Han | Emperador de la dinastía Han 88 – 105 | Sucesor: Emperador Shang de Han |

- Datos: Q7280
- Multimedia: Emperor He of Han / Q7280